# Appalousa
Els appalousa (també opelousa) eren un poble d'amerindis dels Estats Units que ocupaven l'àrea al voltant de l'actual Opelousas (Louisiana) a l'oest del baix riu Mississipi abans del contacte amb els europeus en el segle xviii. En diversos moments de la seva història es van associar amb els veïns atakapes i chitimacha.
Es creu que el nom Opelousas pot tenir molts significats, però el més comunament acceptada és "cama negra". La tribu era coneguda per pintar o tenyir les seves cuixes de color fosc.
Michel De Birotte, qui va viure a Louisiana de 1690 a 1734, uns quaranta anys què va passar vivint entre els indis, va dir que els appalousa vivien just a l'oest de dos petits llacs. Aquesta descripció es pensa aplicar a Leonard Swamp (a l'est de l'actual Opelousas). En aquest període, aquest va ser el canal més occidental de la riu Mississipi. A causa dels dipòsits de minerals i del gran nombre de fulles que cobrien la part inferior, les aigües del llac semblaven negres. Els appalousa que caçaven i pescaven al llac va trobar que les seves cames quedaven tacades de negre per aquestes aigües.

## Llengua
El Dr. John Sibley informà en una carta de 1805 a Thomas Jefferson que els opelousa parlaven una llengua diferent dels altres, però molts entenien atakapa (en si mateixa una llengua aïllada) i francès. (Aquesta àrea havia estat colonitzada pels francesos des mitjans del segle xviii.) La seva llengua està completament indocumentada.
Al segle xx, els antropòlegs John Reed Swanton i Frederick Webb Hodge classificaren provisionalment l'idioma opelousa com a atakapa.